# Untertauern, Sveta Kri
Untertauern je naselje v Občini Sveta Kri v Okraju Špital ob Dravi  na Koroškem v Avstriji.